# Misael Pastrana Borrero
Misael Eduardo Pastrana Borrero (Neiva, 14 novembre 1923 – Bogotà, 21 agosto 1997) è stato un politico colombiano.
È stato Presidente della Colombia dall'agosto 1970 all'agosto 1974, come rappresentante del Partito Conservatore Colombiano. 
Tra i suoi quattro figli vi è Andrés Pastrana Arango, Presidente colombiano dal 1998 al 2002.
Nel corso della sua carriera politica fu diverse volte Ministro negli anni '60 e ambasciatore negli Stati Uniti dal gennaio 1969 al febbraio 1970.